# 올림픽 나미비아 선수단
나미비아는 1992년 올림픽에 처음 참가한 이후 매년 하계 올림픽에 선수단을 파견해 왔다. 나미비아는 동계 올림픽에 참가한 적이 없다.
나미비아 선수들은 총 5개의 메달을 획득했는데, 모두 은메달이었다. 프랭키 프레더릭스(Frankie Fredericks)는 두 번의 올림픽에서 육상 부문에서 4개의 메달을 획득했다.
나미비아 국가 올림픽 위원회는 1990년에 창설되었고, 1991년에 국제 올림픽 위원회의 승인을 받았다.

## 대회별 메달 집계
| 경기                  | 선수          | 금 | 은 | 동 | 합계 | 순위 |
| 1992년 바르셀로나     | 6             | 0  | 2  | 0  | 2    | 41   |
| 1996년 애틀랜타       | 8             | 0  | 2  | 0  | 2    | 55   |
| 2000년 시드니         | 11            | 0  | 0  | 0  | 0    | –    |
| 2004년 아테네         | 8             | 0  | 0  | 0  | 0    | –    |
| 2008년 베이징         | 10            | 0  | 0  | 0  | 0    | –    |
| 2012년 런던           | 9             | 0  | 0  | 0  | 0    | –    |
| 2016년 리우데자네이루 | 10            | 0  | 0  | 0  | 0    | –    |
| 2020년 도쿄           | 11            | 0  | 1  | 0  | 1    | 77   |
| 2024년 파리           | 미래의 이벤트 |    |    |    |      |      |
| 2028년 로스앤젤레스   | 미래의 이벤트 |    |    |    |      |      |
| 2032년 브리즈번       | 미래의 이벤트 |    |    |    |      |      |
| 합계                  | 합계          | 0  | 5  | 0  | 5    | 115  |

### 종목별 메달
| 종목       | 금 | 은 | 동 | 합계 |
| ---------- | -- | -- | -- | ---- |
| 육상       | 0  | 5  | 0  | 5    |
| 합계 (1개) | 0  | 5  | 0  | 5    |

## 메달리스트 목록
| 메달   | 이름              | 경기              | 종목 | 이벤트       |
| ------ | ----------------- | ----------------- | ---- | ------------ |
| 은메달 | 프랭키 프레더릭스 | 1992년 바르셀로나 | 육상 | 남자 100미터 |
| 은메달 | 프랭키 프레더릭스 | 1992년 바르셀로나 | 육상 | 남자 200미터 |
| 은메달 | 프랭키 프레더릭스 | 1996년 애틀랜타   | 육상 | 남자 100미터 |
| 은메달 | 프랭키 프레더릭스 | 1996년 애틀랜타   | 육상 | 남자 200미터 |
| 은메달 | 크리스틴 음보마   | 2020년 도쿄       | 육상 | 여자 200미터 |

## 같이 보기
- 분류:나미비아의 올림픽 참가 선수